# خايمي كامارا
خايمي كامارا (بالبرتغالية: Jaime Câmara‏) هو سائق سيارة سباق ومهندس برازيلي، ولد في 5 نوفمبر 1980 في غويانيا في البرازيل.